# Hecateu de Cárdia
Hecateu foi um tirano da Cardia, rival de Eumenes de Cardia.

## Assassinato de Átalo
Hecateu era um dos amigos de Alexandre, o Grande, que o enviou à Ásia com um grupo de soldados para trazer de volta Átalo, ou, se não fosse possível, para assassiná-lo. Átalo era irmão de Cleópatra, a última esposa de Filipe, e era um possível rival para o trono de Alexandre, que pretendia assassiná-lo. Hecateu cruzou para a Ásia, uniu-se a Parmênio e Átalo, e esperou a oportunidade de completar sua missão.
Átalo havia pretendido se aliar aos atenienses e lutar contra Alexandre, mas mudou de ideia, e mostrou a Alexandre a carta que ele havia recebido de Demóstenes, de forma a ficar livre de suspeitas. Hecateu, porém, cumpriu sua missão, e assassinou Átalo à traição; de forma que as forças na Ásia ficaram livres de qualquer tentativa de revolta, por Parmênio ser totalmente dedicado a Alexandre.

## Tirano da Cárdia
Hecateu foi enviado por Antípatro a Leonato, para pedir ajuda na Guerra Lamiaca.
Leonato havia proposto a Eumenes de Cardia ajudá-lo na campanha para a conquista da Capadócia, mas foi convencido por Hecateu, tirano da Cárdia, a ajudar Antípatro na Guerra Lamiaca. Hecateu e Eumenes eram rivais hereditários, e Eumenes havia denunciado Hecateu como tirano para Alexandre, e recomendado que Alexandre restaurasse a liberdade aos cários. Eumenes não quis ir na expedição contra os gregos, porque temia Antípatro, que poderia assassiná-lo para agradar Hecateu.